# Потрясающее зрелище
Потрясающее зрелище (англ. «AwesomenessTV») — американский скетч-комедийный сериал, основанный на одноимённом YouTube-шоу.

## Сюжет
Ведущая первого сезона — Даниэлла Моне, которая представляла скетчи, музыкальные клипы и различные выходки со скрытой камерой. Молодые знаменитости стали соведущими эпизодов второго сезона.

## Производство
Шоу, изначально основанное на одноимённом YouTube-проекте, было показано на телеканале Nickelodeon 1 июля 2013 года. 27 августа того же года первый сезон был продлён ещё на 7 эпизодов. 1 мая 2014 года сериал был продлён на второй сезон, премьера которого состоялась 5 марта того же года. Третьего сезона так и не последовало из-за окончания контракта DreamWorks Animation с Nickelodeon. Viacom выкупила права на сериал в 2018 году.

## Критика
Эмили Эшби из CommonSenseMedia дала сериалу две звезды из пяти, такую низкую оценку критик прокомментировала так:«Канал YouTube перерабатывает сценки в безвкусные клипы-шоу.»